# Xenolytus temporalis
Xenolytus temporalis är en stekelart som beskrevs av Henry Keith Townes, Jr. 1983. Xenolytus temporalis ingår i släktet Xenolytus och familjen brokparasitsteklar. Inga underarter finns listade i Catalogue of Life.